# نهائي كأس ألمانيا 1992
نهائي كأس ألمانيا 1992 هي المباراة النهائية من منافسة كأس ألمانيا 1991–92، أقيمت المباراة في 23 مايو 1992، في الملعب الأولمبي، بين فريقي هانوفر 96، وبوروسيا مونشنغلادباخ، وفاز فيها هانوفر 96، بعد أن هزم بوروسيا مونشنغلادباخ، بنتيجة 0 - 0، وكان حكم المباراة بيرند هاينمان، وحضر المباراة 76200 شخصاً.

## تفاصيل المباراة
لعبت المباراة النهائية في 23 مايو 1992.
| هانوفر 96 | 0 -0 | بوروسيا مونشنغلادباخ |
| --------- | ---- | -------------------- |
|           |      |                      |